# سید ابوالفضائل حسینی زنجانی
سید ابوالفضائل حسینی زنجانی ، فقیه ، مجتهد و مدرس طلاب زنجانی ، تولیت مسجد و مدرسه سید زنجان و امام جمعه زنجان بود. او تحصیلات خود را در زنجان و سامرا به پایان رسانید . وی از شاگردان سید محمدحسن حسینی شیرازی مشهور به میرزای شیرازی بود . 
سید ابوالفضائل فرزند میرزا عبدالواسع مجتهد زنجانی و پدر میرزا محمود حسینی زنجانی و پدر بزرگ سید عزالدین حسینی زنجانی است.
او در اواخر عمر به گوشه نشینی روی می‌آورد و دیگر به نماز جماعت مسجد سید نمی‌رود و به سفارش شیخ غلام حسین فقیه قره تپه ای فرزند او میرزا محمود امامت جماعت را به عمده می‌گیرد.
او در سال ۱۳۳۷ ه. ق درگذشت و در کاظمین به خاک سپرده شد.